# 中村益章
中村 益章（なかむら ますのぶ、1950年10月31日 - 2007年12月）は鹿児島県出身のプロ野球選手（投手）。

## 来歴・人物
川内実業高では、エースとして1968年夏の甲子園県予選決勝に進むが、鹿児島商業高に敗れた。中央ではあまり知られていなかったが、小柄ではあるが左腕からの右打者のふところに食い込む速球に威力があり、カーブの切れも良くリストアップされていた。
1968年にドラフト外で西鉄ライオンズに入団するが、1年で引退。
1971年に読売ジャイアンツで現役に復帰。1972年に家業を継ぐために現役を引退。一軍公式戦には出場出来なかった。
2007年12月、57歳で死去した。

## 詳細情報

### 年度別打撃成績
- 一軍公式戦出場なし

### 背番号
- 58 （1969年）
- 60 （1971年 - 1972年）